# Maurice Collignon
Pour les articles homonymes, voir Collignon.
Maurice Jules Marie Collignon est un officier général et paléontologue français, né le 9 juin 1893 à Saint-Malo (Ille-et-Vilaine) et mort le 21 octobre 1978 à Moirans (Isère).

## Parcours
Entré à Saint-Cyr en 1913, il prépare l'École de guerre entre 1922 et 1924. Il effectue des recherches géologiques notamment en Autriche pour récolter des fossiles du Trias alpin. Nommé à l'état-major de Metz, il devient spécialiste des oursins fossiles.
Sa carrière militaire se termine en 1950 avec le grade de général de division, après les guerres de 1914-1918 au cours de laquelle il est blessé et de 1939-1945 où il est nommé chef d'état-major d'une division de chasseurs. À partir de 1950, il occupe le poste de paléontologue au Service géologique d'outre-mer, avant de devenir géologue en chef hors classe de la France d'outre-mer et paléontologue du Service géologique de Madagascar. En 1952, il dirige l'exploration géologique et paléontologique du sud de Madagascar, puis celle de l'ouest l'année suivante, jusqu'à Diego-Suarez.

## Distinctions
- Croix de guerre 1914-1918
- Croix de guerre 1939-1945
- Croix de guerre luxembourgeoise
- Commandeur de la Légion d'honneur
- Officier du mérite national malgache

## Prix
- 1933 : Prix Roux de l'Académie des sciences
- 1955 : Prix Fontannes de la Société géologique de France
- 1959 : élu membre correspondant de l'Académie des sciences d'outre-mer (20 avril)
- 1959 : élu membre correspondant de l'Académie des Sciences

## Principales publications
- Collignon, M. (1948-1956) - Ammonites néocrétacées du Menabe (Madagascar) (en 6 volumes), Annales Géologiques du Service des Mines, Paris.
- Collignon, M. (1958-1971) - Atlas des fossiles caractéristiques de Madagascar (en 17 volumes), Service Géologique de Madagascar, Tananarive.

## Sources et références
- Académie des sciences d'outre-mer, Fiche membre.